# ジュリア・クロスビー

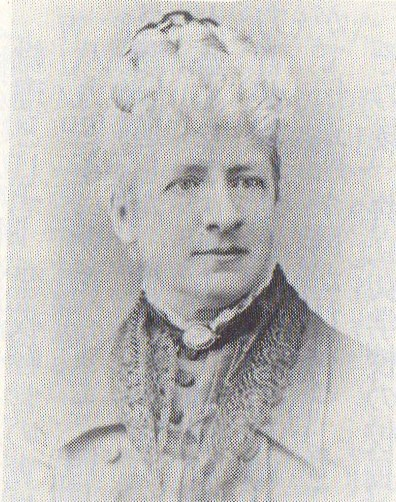
ジュリア・ネルソン・クロスビー

ジュリア・ニルソン・クロスビー（Julia Neilson Crosby、1833年7月31日 - 1918年1月28日）は横浜共立学園の前身・共立女学校と共立女子聖書学院の前身・偕成伝道女学校を創設した女性宣教師の一人である。主われを愛すを初めて和訳した人物。

## 生涯
1833年父ウィリアム・H・クロスビー、母ジョセフィーヌの長女としてニューヨークに生まれた。父親はラトガース大学のラテン語とギリシア語の教授であった。
ジェームス・ハミルトン・バラからの日本への宣教師派遣要請に応じた米国婦人一致外国伝道協会の宣教師として、1871年6月25日に39歳のクロスビーはルイーズ・ピアソン、メアリー・プラインと共に来日した。三人は8月28日に横浜山手48番地にバラの家屋を借りて、アメリカン・ミッション・ホームを建設した。創立時クロスビーは会計と庶務を担当した。
クロスビーはホーム開設当初からピアソンと十に子供や生徒に授業を行った。子供たちのために、大坪正之助の助けを借りて「Jesus loves me.」（主我を愛す）を翻訳した。同年の第一回在日宣教師会議で、その翻訳が発表された。
1872年には山手212番地に移転した。移転を機に女子教育の専門の学校を設立することになった。1875年に共立女学校と改称された。

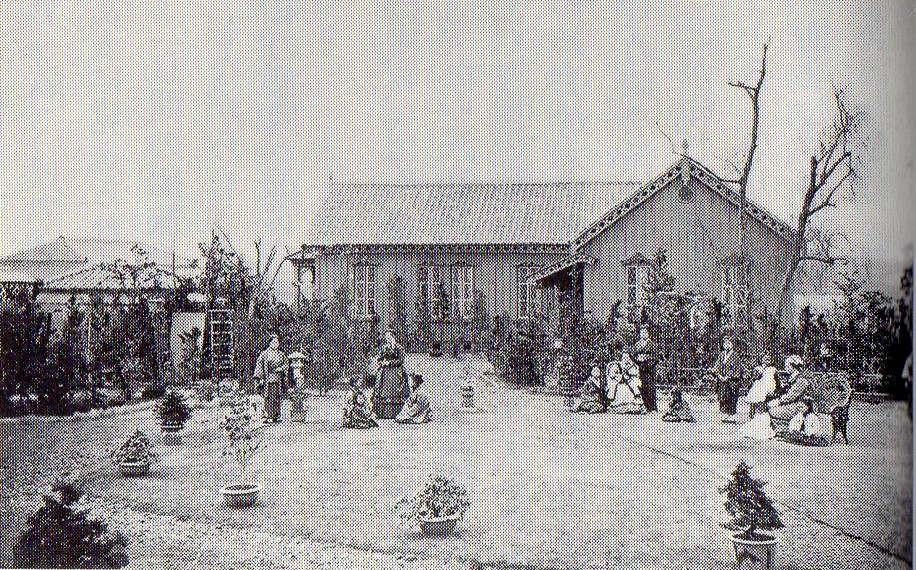
横浜山手212番地にあったアメリカン・ミッション・ホームとプライン、ピアソン、クロスビー

1875年にプラインが健康を害して帰国すると、クロスビーが2代目総理になった。プライン、ピアソンと共に横浜山手40番地で乳牛を飼育して、自家用の牛乳を生産した。宣教医D・B・シモンズと共に日本人も牛乳を飲むように指導奨励した。
1894年には小笠原で6か月間伝道をした。共立女学校の校長が不在の時は女学校の責任を負った。女学校の校長にクララ・ルーミスが就任すると、1915年に引退した。1917年10月に藍綬褒章を授与された。1918年リューマチの悪化により衰弱して、7月4日に死去した。葬儀は7月6日共立女学校講堂で、熊野雄七の司式で執り行われた。
遺体は、ルイーズ・ピアソンの隣に埋葬された。